# The Last Marshal
The Last Marshal är en amerikansk långfilm från 1999 i regi av Mike Kirton, med Scott Glenn, Constance Marie, Randall Batinkoff och Vincent Castellanos i rollerna.

## Handling
Stenhårda sherrifen Cole McClary (Scott Glenn) försöker lösa ett gisslantagande. Situationen urartar och Cole blir sårad. När han får reda på att två av bovarna flytt till Miami följer han efter.

## Rollista
| Scott Glenn         | – Cole         |
| Constance Marie     | – Rosa         |
| Randall Batinkoff   | – Jamie        |
| Vincent Castellanos | – Torres       |
| Lisa Boyle          | – Sunny        |
| John Ortiz          | – Enrico       |
| Raymond Cruz        | – T-Boy        |
| William Forsythe    | – DeClerc      |
| Carlos Leon         | – Diego        |
| Wayne Duvall        | – Vanmeter     |
| Chris Ellis         | – O'Brien      |
| Ken Jenkins         | – Judge Wooley |
| Morgan H. Margolis  | – Pitts        |